# Phoroncidia aciculata
Phoroncidia aciculata là một loài nhện trong họ Theridiidae.
Loài này thuộc chi Phoroncidia. Phoroncidia aciculata được Tord Tamerlan Teodor Thorell miêu tả năm 1877.